# Regionalizacja
Regionalizacja – proces wydzielania regionów, forma klasyfikacji, w której występuje dodatkowe kryterium sąsiedztwa przestrzennego. Dokonując regionalizacji wydzielamy większe terytoria złożone z mniejszych obszarów o podobnych, badanych cechach (region strefowy) lub skupione wokół jakiegoś ośrodka (region węzłowy). Procesy międzynarodowej integracji gospodarczej.